# 동남권 신공항 건설 문제
이 문서에서는 대한민국의 공항 중 동남권에 새로 지어질 가덕도신공항에 대해 서술한다.

## 개요
동남권에 있는 대표적인 공항인 김해국제공항의 사용자 수가 빠르게 늘고 있고 곧 포화 상태에 이른다는 지적에 따라 신공항의 필요성은 노무현 정부 때부터 논의되어 왔다. 그러나 2007년 대선에서 이명박이 공약에 포함시키면서 관심이 많아졌다. 이명박은 2008년 5월 21일 대구광역시에 방문해 "대구 경북 지역이 이제 하늘이 열리고, 물길이 열리고, 이제는 경쟁력도 있는 도시로 변하게 될 것"이라며 대운하와 신공항에 대해 언급했다. 2008년 국토 연구원의 제 2차 타당성 연구 조사가 착수되고, 국가균형발전위에서 추진한 30대 광역 선도 프로젝트에도 포함되면서 신공항 유치에 대한 기대가 커졌다
처음에는 대구 지역의 관심이 적었으나 신공항 밀양 유치시 K2군 공항 이전, 부동산 개발 등이 가능하게 되자 신공항 밀양 유치에 적극적으로 나서면서 두 지역간 경쟁이 격화되기 시작됐다. 지자체 공무원간의 행사 경쟁도 치열해졌다. 그러나 강희천 부산시 허브공항유치기획팀장은 "정치화 됐다는 것은 합리적인 논리성이 개입될 여지가 없으며, 오로지 지역의 자존심을 걸게 된다"면서 우려를 표시했다. 공항 유치 경쟁은 시민 단체의 참여로도 이어졌다. 밀양은 175개, 부산은 600여개 시민 단체가 참여하고 있다.

## 장점
장점은 크게 3가지로 압축된다. 부산광역시 가덕도와 경상남도 밀양시 유치, 김해국제공항 확장 또는 백지화이다.

### 가덕도
부산광역시는 가덕도(가덕도동) 앞을 메워 신공항을 건설한다는 계획이다. 부산광역시는 1단계 공사에 5조 9000억원, 2단계 공사까지 총 7조 9000억원 정도가 소요될 것으로 예상하고 있다. 활주로 폭이 약 1.7km, 길이가 4km 정도로 예상한다.
부산광역시는 신공항에 대해 "김해국제공항을 이전하는 것이다"라고 주장한다. 그렇기 때문에 당연히 부산이 결정해야 할 일이며 다른 지역이 관여할 일이 아니라는 것이다. 김효영 부산광역시 교통국장은 "부산이 추구하는 공항과, 상대지역에서 추구하는 공항과 비전은 전혀 다르다"라며 "동남권 신공항은 김해공항을 옮겨 가는 것이다"라고 강조했다. 이어 "그 신공항이 김해공항보다 못한 밀양으로 간다는 것은 상상할 수 없다"고 잘라 말했다. 한 부산 시민은 "가덕도는 그냥 바다만 매워서 하기 때문에 좋고, 부산광역시는 제2의 도시기 때문에 부산은 당연하다"고 말했다.
허남식 부산광역시장은 "엄청난 환경 파손을 가져오는 밀양에 동남권 신공항을 건설할 수는 없다"며 "24시간 운항이 가능하고, 안전한 신공항의 입지는 가덕도 해안밖에 없다"고 강조했다.

#### 가덕도의 장점
- 바다(해상공항)이기 때문에 장애물이 없어 안전하다.
- 공항이 주거단지와 멀리 떨어져 있어 소음문제가 적다.[4]
- 부산신항과 연계, 복합 물류 체계 구축이 가능하다.
- 24시간 운영 가능 하다는 점

#### 가덕도의 단점
대구측은 가덕도 후보지에 여러 문제가 있다고 지적한다. 가덕도는 밀양에 비해 접근성이 낮다는 것이다. 박광길 신국제공항 밀양유치 추진단장은 "가덕도가 제2관문공항이 될 경우에 문제점은 영남지역, 나아가 남부권 지역에서 접근성이 문제가 많다"고 지적했다. 포항이나 구미 등에서 갈 때 길이 없기 때문에 새로 놓아야 한다는 것이다. 이런 인프라 구축비, 접근할 수 있는 구축비가 천문학적이라고 주장했다. 그러나 부산은 공항 이용객이 부산에 집중되어 있다고 반박한다. 부산시가 제공한 자료에 의하면 부산 시민이 72%였다. 정헌영 부산대학교 도시공학과 교수는 "모든 이용자가 이용했을 때 최적의 헤택을 받을 수 있는 입지가 되어야 하기 때문에 부산과 주면에 많은 인구가 있기 때문에 부산 가덕도가 불리한 입지는 아니다"라고 주장했다.
대구가 주장하는 가덕도의 또 다른 단점은 군사 공항과 비행 영역이 겹친다는 점이다. 정웅기 대구경북연구원 연구위원은 "가덕도에서 비행기가 떴을 때 뜨는 방향이 K-1 공군 기지와 겹친다"라고 말했다. "공항에 있어서 가장 중요히 여기는게 인접한 공항과 비행기가 떴을 때 공중에서 겹치는 부분이 없어야 하지만, 가덕도는 그렇지 못하다"라는 것이다. 그러나 부산의 입장은 다르다. 최치국 부산발전연구원 선임연구위원은 "전체 비행에서 4% 정도가 중첩이 된다. 이것은 한 시간에 한 대 꼴이다."라며 "한 시간에 한 대는 순차 접근절차로 인해서 얼마든지 해결할 수 있다"고 반박했다.

### 밀양
경상남도 밀양시의 후보지는 하남읍(대사리 일원)의 평야지역이다. 주변 산을 일부 깎아낸 후 약 11제곱킬로미터 규모의 공항을 건설한다는 계획이다. 밀양시는 1단계 공사에 6조 5000억원, 2단계 공사까지 총 8조 5000억원이 소요될 것으로 추정하고 있다.
공항 유치 전쟁은 지방간의 유치대결로 비화됐다. 밀양 신공항 유치에는 대구광역시, 경상북도, 경상남도, 울산광역시도 동참한 것이다. 1월 26일 이들 4개 지역 시민단체들은 대구 국채보상운동기념공원에 모여 추진위원회를 결성해 대규모 발대식도 열었고, 삭발을 하며 유치 의지를 보이기도 했다. 이들은 "가덕도는 부산만을 위한 후보지라 찬성할 수 없다"는 입장이다. 박광길 신국제공항 밀양 유치 추진단장은 "모든 5개시·도 영남지역, 나아가서 남부권, 호남 지역까지 합쳐서 국가 전체적으로 봤을 때 제2공항이 어디가 좋겠느냐 하는 거시적인 입장에서 접근한 것이지 김해공항을 대체하는 것이 아니다"라고 주장했다.
주민들은 이명박이 밀양에 내려와 "영남권이 한시간 이내인 밀양이 좋다"라고 말했다며 그때 이후로는 밀양이 확실하다고 믿었다고 한다. 그런데 갑자기 부산이 뒤늦게 신공항 논란에 끼들었다는 것이다. 그러나 다른 후보지 부산의 입장은 달랐다. 애초 신공항 사업의 시작은 부산이라는 것이다. 부산 사하구 지역구인 민주당 조경태 의원은 "김해국제공항이 2027년이 되면 포화상태에 이른다. 그렇기 때문에 새로운 공항의 필요성을 느낀 것이고, 당시 대구·경북 의원들은 내용도 몰랐고 언급한 사람이 없다. 뒤늦게 정권이 바뀌고나서 끼어든 것이다."고 강조했다.
김범일 대구광역시장은 "밀양은 부산, 대구, 울산 뿐만 아니라, 포항, 경주, 구미, 창원 한 가운데 있기 때문에 1,320만명이라는 충분한 수요로 성공할 수 있는 공항이 될 것이다"라며 "고속철도, 고속도로 모든 인프라를 다 갖추고 있기 때문에 추가 투자가 필요하지 않다"고 말했다. 대구는 "새로운 영남권 거점공항을 건설하는 것이며, 영남권 전체의 중앙에 위치한 접근성이 좋은 밀양이 적합하다"는 주장이다.

#### 밀양의 장점
- 접근성이 높고 영남권 5개 도시에서 한 시간 이내의 거리에 위치하고 있다는 것이다.
- 깎아낼 산의 흙으로 지반 공사를 할 수 있어 공사비가 적게 든다. 부지가 낙동강 상류에 있기 때문에 지반이 낮은 편이다. 그러면 깎아낸 흙을 그대로 성토하는 재료로 사용하기 때문에 비용을 절감할 수 있다는 것이다.
- 유사시 해안 공항인 인천국제공항을 대체할 수 있다. 대한민국도 전시 상황을 대비해 대륙거점 공항이 필요하다는 것이다.[10]

#### 밀양의 단점
- 많은 산을 깎아야 하므로 시공이 어렵다. 이종출 부경대학교 토목공학과 교수는 "토량으로 비교해보면 서울 남산을 전체 회현동 방면에서 깎아내는 토량의 약 2배 정도(4억2,800만 제곱미터) 된다"고 말했다. 이를 20톤 덤프트럭으로 실어 나르면 매일 1000대를 투입할 경우 32년 정도가 소요되는 불가능한 공사라는 것이다. 그러나 대구측은 해결이 가능한 문제라고 반박한다. 정웅기 대구경북연구원 연구위원은 "새로운 공법들이 많이 나왔다. 대표적인 것이 벨트 컨베이어 방식인데, 3년의 공기가 주어진다고 하면 컨베이어벨트 용량을 큰 것으로 사용하여 3년에서 5년으로 공기를 줄일 수 있다는 장점이 있다"고 말했다.[11]
- 부산은 밀양 후보지의 다른 단점도 지적했다. 소음 문제가 심각할 것이라는 것이다. 최시국 부산발전연구원 선임연구위원은 "소음도 영향도 안에 주택들이 분포되어 있고, 특히 활주로 끝단부터 2km 이내에 수산리에는 2,100세대가 거주한다"고 지적했다. 이 영향권 안에 있는 소음세대 전체를 이주시키는 것은 불가능하다는 것이다. 그러나 밀양측은 반박했다. 마상렬 경남발전연구원 부연구위원은 "모든 계획이 세워지고 나서 이주 대책을 논의해야지 아직까지 후보지가 정해지지도 않은 상황에서 이주 대책을 논한다는 것은 문제가 있다"고 반박했다.[8]
- 삼랑진읍과 가까운데도 비포장 도로밖에 없는 등 접근성이 떨어진다.
- 부산광역시와 직결된 도로와 철도가 하나도 없다는 것도 큰 문제다. 알다시피 김해국제공항의 전체실적중 약 80% 이상이 부산권에서 나온다.

### 백지화 논란
2008년 9월 동남권 신공항을 30대 광역 선도 프로젝트로 선정했고 2009년 4월 국토연구원 동남권 신공항 최초 35개 후보지에서 5개 후보지로 압축발표했다. 이때부터 밀양, 가덕도가 유력하다는 소문이 돌기 시작했다. 2009년 12월에는 국토연구원의 2차 용역결과가 발표됐다. B/C(비용대 편익:1.0이하면 경제성 부족) 밀양 0.73, 가덕도 0.70으로 나왔다. 경제성 분석결과 부적절로 결론이 났으나, 두 후보지를 계속 검토함과 함께 김해공항 확장안도 검토되었다. 이처럼 사업 타당성에 대한 지적을 하는 전문가들이 많았다. 허희영 한국항공대학교 경영학과 교수는 "신공항은 타당성이 없다고 본다. 이 사업은 수요가 2025년부터 10조원 이상 투자되는 신공항에 대한 수요가 그만큼 일어나겠느냐"는 것이다. 그러나 이러한 회의론에 대해 지자체들은 즉각 반발했다. 지자체들의 입장을 모르는 수도권 논리라는 것이다. 김호영 부산광역시 교통국장은 "김해공항이 KTX가 완전 개통됨에도 불구하고 오히려 김해공항 이용객수가 늘어나고 있는 상황을 보면서도 수도권에서는 동남권 신공항이 필요 없다는 주장을 한다는 것은 지자체 입장을 모르는 것"이라고 지적했다. 박광길 신국제공항 밀양유치 추진단장도 "일부 정치인들이 한 발언은 자신의 정치적 입지가 약화되는 것을 우려한 발언으로 재고할 가치가 없는 발언이다"라고 일축했다.
부산과 대구는 자체적으로 타당성 조사를 실시했다. 이 보고서에 따르면 두 지자체 모두 2025년까지 동남권 국제선 수요가 1,000만명까지 늘어난다고 예측되어 있다. 그러나 대한민국에 있는 다른 공항들의 사정은 좋지 않다. 특히 강원도 양양 공항이 대표적이다. 양양공항은 3,500억원을 들여 2002년부터 국제공항으로 개항했다. 하지만 평일 낮인데도 이용객을 찾아볼 수 없으며 국제선은 아예 운항을 중단한 상태이다. 2010년 한해 적자만 68억원, 계약 후 수요가 없어 2008년 정규 노선 운항을 정지했다. 현재는 20인승 소형 비행기로 김해를 오가는 비행기 하루 한편만 운행하고 있다. 이마저도 수용 인원의 절반도 탑승하지 않고 있다. 하지만 사업을 검토하던 1996년 당시에는 2010년에 연간 약 193만명이 이용할 것으로 예측하고 있었다. 아예 개항도 못한 울진공항도 있다. 1,160억원을 들여 건설한 울진 공항은 활주로에 여객기 대신 연습용 경비행기밖에 없다. 2005년 개항할 예정이었지만 수요가 없어 건설 도중 비행교육원으로 용도를 변경했다. 이곳 역시 2001년 수요를 예측했을 때 2010년에 연간 약 49만명이 이용할 것으로 예측했다. 지역 주민들은 잘못된 판단으로 혈세를 낭비했다며 목소리를 높였다. 2011년 현재 한국공항공사에서 운영하는 공항은 총 14개이다. 그중 김포공항 688억, 제주공항 322억, 김해공항 530억의 수익을 낸 3개를 제외한 11개는 적자를 면치 못하고 있다. 결국 수요 예측이 너무 낙관적이었다는 것이다. 허희영 한국항공대학교 경영학과 교수는 "두 후보지에 그만한 여행 잠재력이나 배후 단지, 여객과 화물 수요를 일으킬 수 있는 잠재적인 수요가 있을지는 불투명하다"고 말했다.
하지만 다른 분석도 있다. 신공항 수요는 충분할 수 있다는 것이다. 허종 한국항공정책연구소장은 "현재 김해공항이 굉장히 큰 높은 성장을 하고 있다. 그래서 단순히 김해공항만 대체를 하더라도 충분히 수요를 가질 수 있다. 그렇기 때문에 운영 수지도 맞출 수 있다."고 말했다. 실제로 2010년 김해공항 이용객은 총 816만명으로 2009년보다 약 19% 상승했다. 김해공항을 폐쇄하고 이 수요를 흡수한다면 신공항도 경제성이 있다는 것이다. 문제는 건설비용 대비 효과이다. 2009년 국토연구원 조사에 의하면 신공항 건설 비용을 약 10조원으로 추산하고 있다. 국토연구원의 비공개 조사결과 B/C 지수(비용대 편익을 조사한 지수로 1.0 이하면 경제성이 낮음)가 1.0을 넘지 못해 경제성이 부족하다고 나타난바 있다.즉, 막대한 건설 비용과 비교해서 경제성이 우려된다는 것이다. 허종 한국항공정책연구소장은 "인천공항이 5조원 넘는 예산으로 3천만명 수준의 국제선 승객을 보고 건설했는데 지금 동남권 신공항은 그보다 배이상 경우에 따라서는 3배 정도 예산을 가지고 그보다 1/3 정도밖에 안되는 국제선 승객을 대상으로 해서 공항을 짓겠다고 하니까 경제성이 있는가 하는 의문이 생기는 것이다"라고 말했다. 결국 전문가들은 신공항 건설을 논하기 전에 김해공항 확장부터 논의해봐야 한다고 지적한다. 허희영 한국항공대학교 경영학과 교수는 "김해공항 남쪽으로 활주로를 확장하는 방안이 있고, 활주로의 방향을 5~10도를 전환해서 자연 장애물을 비켜가는 방안이 있다"고 말했다. 새로운 공항을 건설하는 것보다는 훨씬 효과적이다는 것이다.
그러나 신공항을 추진하는 지자체들은 김해공항 확장이 신공항을 대체할 수는 없다는 입장이다. 박광길 신국제공항 밀양유치 추진단장은 "김해 공항은 군사 공항과 같이 있다. 모든 컨트롤 타워를 군이 먼저 제어를 받는다. 어느 나라 국제 공항이 군사 시설과 같이 있느냐"라며 한계점을 지적했다. 최치국 부산발전연구원 선임연구원도 "김해공항 확장안은 현재의 소음 영향에 비해 11배 이상 증가하고 공사비도 4조원에서 7조 5,000억원이 든다."라며 "신공항에 비해서 효율성이 낮다"고 말했다.
이러한 논란은 정치권에서도 이어졌다. 2월 28일 임시 국회의 대정부 질문에서 신공항 유치전과 관련된 이야기가 있었다. 서울 지역구 의원인 정두언은 "기존의 김해 공항을 확장하는 것이 차라리 경제성이 있다는 용역결과가 나왔다"고 말했다. 부산 지역구 국회의원인 김형오는 "동남권의 발전, 국제화, 화합, 번영을 위해서 동남권 신공항 문제가 나왔는데 지금은 갈등과 분열을 부추기고 있다. 재검토(백지화) 해야한다"고 말했다. 그러나 경남 밀양 지역구인 한나라당 조해진 의원은 "엉터리 지식을 가지고 연기론이니 무용론이니 하는 허황된 주장들이 있는데 이런것에 휘둘리면 엉터리 정부가 된다"며 백지화에 대한 경계를 드러냈다. 대구 달서병 지역구인 한나라당 조원진 의원도 "동남권 신공항이 경제성이 있니, 신공항을 하기가 힘드니 이런 소리를 하고 김해공항을 확장하라는 정치인들 논리에 휘둘려선 안된다"고 강조했다.
지자체들이 신공항 유치를 강력히 추진하는 건 신공항의 수요 예측이 실패하더라도 손해를 거의 보지 않을것이기 때문이란 예측도 있다. 공사비는 중앙정부가 대고, 지자체는 대규모 토목공사로 인한 경제적 혜택만 누리게 된다는 것이다. 하지만 건설이 되면 운영은 지자체가 아닌 국토해양부와 공항공사가 하게 된다.

## 후보지 주민들의 반응
신공항 유치는 지자체들이 가장 적극적이며 여기에 시민단체, 언론, 학계까지 가세해 논쟁은 더욱 커지고 있다. 그러나 정작 신공항이 유치될 지역 후보지역들에서 살고있는 주민들의 입장은 조금 달랐다. 부산광역시 신공항 후보지인 가덕도는 고등어와 대구가 많이 잡히는 가덕도는 주민들 중 850명 정도가 어업으로 생계를 이어가고 있다. 후보지인 만큼 신공항 유치 현수막도 많이 걸려있다. 하지만 주민들의 반응은 시큰둥하다. 한 가덕도 주민은 "우리는 백년 대대로 먹고 살아가는 터전을 잃어버리는데 신공항 들어오는것을 좋아할 수 있겠느냐"라며 "근처 주민들은 대부분 반대하고 있다"고 털어놨다. 다른 주민도 "공항이 들어오면 소음이 많이 나고, 주민들도 쫓겨날텐데"라며 걱정스러운 마음을 드러냈고, 다른 주민도 "공항이 들어오면 어업은 거의 못하게 될 것"이라고 말했다.
밀양시 하남읍에 8,000여명이 농사를 지으며 지내고 있다. 땅이 기름져 감자와 딸기가 많이 난다. 하지만 신공항이 들어서면 더 이상 농사를 지을 수 없게 된다. 이 때문에 일부 주민들은 신공항 유치를 반대하고 있었다. 한 주민은 "농사짓고 있는데 나가라고 하면 보상도 없고 바로 거지다"라며 "우리는 평상 비행기 탈일 두번도 없는데"라며 격분했다. 감자밭을 운영하는 다른 주민도 "감자밭에서 한다레 200~205만원씩 수익이 나오는데 이것을 철거하면 정부에서 200만원 이상 주겠나"라며 "당장 나가면 1~2년은 먹고살겠지만 그 이후는 대책이 없다"라며 반대입장을 분명히 했다. 신공항 후보 지역 주민들은 신공항 유치와 관련해서 자신들의 의견이 배제되었다는 사실에 분개하는 사람들도 많았다.  신공항 유치와 관련해서 주민들과의 대화가 더 필요하다는 지적이다. 하지만 밀양측은 후보지 주민들과 대화를 할 단계는 아니라고 잘라 말한다. 신공항 위치가 확정되면 그 때부터 이야기를 한다는 것이다. 부산광역시는 "현재 어업을 하고 있는 어민들에게는 적절한 보상이 될 수 있도록 시가 정부에 요구를 하고 어민편에서 일을 하겠다"고 말했다.
이처럼 자기 지역에서 신공항이 유치되는것을 반대하는 주민들이 많아 주민들이 신공항 유치를 반대하는 현수막을 올리려 했으나 지자체의 철거로 인해 설치하지 못하는 상황이 발생하기도 했다. 또한 자동차에 붙이는 신공항 반대 스티커도 누군가 와서 다 떼어가는 일도 발생했다. 주민들과 지자체의 갈등이 깊어지면서 불미스런 사건이 벌어지기도 했다. 시민단체에서 활동하는 윤상진은 신공항 반대 활동을 하던중 밀양 시장에게 폭행을 당했다. 그는 "지인과 인사를 하는데 누군가 다가오는 느낌이 들었고 왼쪽으로 돌아보자 바로 가격이 들어왔다"고 말했다. 이어 "충격을 받고 보니 밀양 시장이었다"고 말했다. 이어 "밀양 시장이 오면서 가격함과 동시에 욕설이 나왔다"고 증언했다. 윤상진은 당시 상황을 녹음하기도 했다. 밀양시측은 "이번 사건이 신공항 유치와 관련이 없으며 윤상진의 일방적인 주장이다"라고 말했다.

## 문제점
지자체에서 신공항을 유치하려는 이유는 다음과 같다. 부산광역시 가덕도의 신공항 건설 비용은 국토해양부 기준 9조 8,000억원, 경상남도 밀양시 하남읍은 10조 3,000억원이다. 오랫 동안 토목사업을 연구해온 시민단체는 토목사업의 경제적 효과에 대한 지나친 기대감이 문제라고 지적한다. 서재철 녹색연합 녹색사회국장은 "토목 중심의 SOC(사회 간접 자본) 투자가 지역에 활성화나 지역의 번영을 가져다 준다는 희망 심리, 기대가 얽혀진 것이 우리의 고도 성장기에 기본 관념이었기 때문에 '신공항이 유치되지 않으면 우리는 몰락할 것이다'라는 잘못된 논리가 도배되어 있다"고 지적했다.
신공항에 대한 기대는 부동산 가격 상승으로도 나타나고 있다. 밀양 부동산 관계자는 "신공항 때문에 땅 문의가 많다. 하지만 2년 전부터 이미 많이 올랐다"고 말했다. 땅값이 오르면서 투기세력에 대한 우려도 나오고 있다. 하남읍 주변에는 공인중개사무소가 급격히 늘었다. 신공항 후보지로 선정되면서 부동산 가격이 2배 이상 올랐기 때문이다. 인근 부동산 관계자는 "여태까지는 부동산 경기가 죽어있는 상태였는데 그 당시에 3.3제곱미터당 75,000원으로 거래가 됐다. 하지만 2007년 1월 말부터 이곳이 신공항 후보지란 이야기가 많이 나왔고, 해마다 2만원씩 올라 현재는 15~16만원이다"고 말했다. 현재 밀양 후보지 부동산 소유자의 절반가량은 외지인들이다. 그렇기 때문에 실제로 유치가 된다면 부동산을 소유한 외지사람들이 혜택을 받게 된다는 우려도 있다.
한편 이명박 대통령이 대선 공약으로 내걸었던 동남권 신공항의 경우 43.2%가 반대 했는데 대부분 이명박 대통령의 부정층을 비롯해 서울특별시, 인천광역시, 경기도, 충청남도, 충청북도, 대전광역시, 강원도 측이 반대가 압도적으로 많았다. 하지만 대구광역시, 경상북도, 경상남도, 울산광역시측과 부산광역시의 경우 경상남도 밀양시 하남읍과 부산광역시 가덕도에 유치해야 한다는 응답이 영남권만 팽팽하게 갈렸다.

## 2011년 결과 발표와 반응
2011년 3월 30일 국토해양부는 "두 후보지 모두 불리한 지형조건으로 인한 환경문제, 사업비 과다, 경제성 미흡 등으로 현 시점에서 사업 추진 여건이 적합치 않다는 결론에 도출했다"면서 백지화를 발표했다. 2003년부터 추진된 동남권 신공항 사업이 완전히 폐기된 것이다. 경제적 타당성이 없다는 것이 가장 큰 이유였다. 그러나 경제성만을 검토한 백지화는 잘못됐다는 주장도 있다. 부산 수영구가 지역구인 한나라당 유재중 의원은 "B/C만 따져서는 안된다. 원래 1이상 나올수가 없다. 현재 호남고속도로, 서해안고속도로를 보면 B/C(비용 대비 편익)가 0.39이며, 고속철도 B/C가 0.39밖에 나오지 않았지만 사업을 추진했다."라면서 "선도 프로젝트 사업은 균형발전을 하겠다는 사업이다. 그것을 경제성이 없다고 안하면 지방은 할 사업이 없는 것이다"라고 목소리를 높였다. 정부가 너무 많이 시간을 끌었던것에 대한 비판도 있다. 강주열 신공항밀양유치 결사추진위원회는 "아예 안할것같으면 진작 포기해야 하는데 세번이나 연기하니 '우리가 열망이 적었나' 싶어서 싸움이 벌어진 것이다."라고 지적했다.
박문호 밀양신공항유치 범시민사회연대 공동의장은 "35개에서 2개로 압축될 때 홍보를 많이 해야겠다는 생각이 들었고, 두곳중 하나는 될줄 알았지만 백지화가 될줄은 전혀 몰랐다"고 토로했다. 신공항 추진을 확신하는 이유는 그것만이 아니었다. 강주열 신공항밀양유치 결사추진위원회 대표는 "정종환 국토해양부 장관이 무려 9번에 걸쳐서 공식 자리에서 반드시 해야 한다고 말했다"면서 격분했다. 실제로 정종환 국토해양부장관은 2010년 6월 16일 국회 대정부 질문에서 "신공항이 꼭 필요하다는 취지를 이해한다"고 말한바 있고 2010년 11월 3일 "동남권 신공항의 필요성을 정부가 인정하고 있느냐"는 질문에 "이미 용역을 통해서 필요하다는 것은 이미 나온 상황"이라고 말한바 있다. 2011년 2월 25일 국회의원들과의 간담회에서도 "동남권 신공항을 반드시 건설하겠다"고 말했다.
양측은 백지화를 받아들이지 못하고 있었다. 박인호 가덕도 신공항 유치 범시민 대책위원회 대표는 "앞으로 우리 나름대로 공항을 세울 것이다. 김해에서 옮기는 것이기 때문에 다른 지역과 같이 협의하지 않을것"이라고 말했다. 밀양 시민단체도 마찬가지 입장을 보였다. "대구·경북 시민단체와 힘을 합쳐 신공항을 추진할 것이다"라고 주장했다. 이명박의 공약인 것에 대해서도 비판이 이어졌다. 오철환 대구시의원은 "앞으로 공직선거, 대통령 선거에서 공약 누가 믿겠느냐?"라면서 강하게 비판했다.
이명박은 신공항 백지화를 발표하고 즉시 기자회견을 열어 사과했다. 이명박은 "결과적으로 동남권 신공항 공약을 지킬 수 없게 된 것에 대해 개인적으로 매우 안타깝고 송구스럽게 생각한다"면서 "후보 때 국민들께 공약한 것을 지키는 것이 도리이고 중요하지만 국익에 반할 때는 계획을 변경하는 결단을 내릴 수밖에 없다"라고 말했다. 특히 이명박은 세종시 논란을 비롯해 국제과학비즈니스벨트 충청권 입지 백지화도 한 바 있어 이명박과 정부에 대한 전반적인 불씨로 이어졌다. 정치권에서도 후폭풍이 일었다. 한나라당 조해진 의원은 "정부 각본에 의해 백지화가 된 것"이라며 격분하기도 했다. 박근혜는 "지금 당장 경제성이 없더라도 미래에는 분명 필요할 것으로 확신한다. 계속 추진해야 한다"는 입장을 보였다. 그러나 김무성은 "아무리 공약이라고 해도 그게 잘못된 것인지 알았다면 잘못을 고백하고 진정으로 말하는 것이 애국이고 용기"라면서 박근혜를 비판한데 이어 진보신당, 사회당, 민주노동당도 박근혜의 신공항 재추진에 대한 비판에 가세했다. 진보신당 소속 강상구 대변인은 신공항 건설 중단을 주장하면서 박 전 대표와 관련해서 되지도 않을 일을 공약한 대통령도 문제고, 그것을 계속 해야 한다고 말하는 여당 차기 유력 대선주자도 문제라며 동남권 신공항은 미래에 영남주민들에게 필요한 것이 아니라 2012년 18대 대선까지 박근혜 의원에게 필요하다는 말로 들린다고 강조했다. 민주당 박지원 원내 대표도 자신의 트위터에 올린 글을 통해 박 전 대표가 '신공항 필요 계속 추진해야, 국민과 약속 어겨 유감'이라 표명했다며 정치 지도자는 결정 전에 의사를 밝히고 특히 여당의 전 대표라면 사전에 대통령께 건의하는 것이 지도자의 덕목이라고 강조했다. 이어 그는 모란이 필 때까지 소쩍새가 울어야지 지고 나니 우는 소쩍새냐고 꼬집었다. 민주노동당 우위영 대변인도 박근혜 의원 자신이 집권여당의 일원이면서 구체적으로 왜, 어디로, 어떻게 하자는 것인지에 대한 대안은 쏙 뺀 채 미래와 국익이라는 모호한 단어를 남발해 청와대에 공을 떠넘기는 것은 정치인으로서 결코 신뢰받지 못할 태도라고 비판했다. 결국 박근혜 의원의 발언은 국민적 신뢰는커녕 책임회피 발언, 면피성 발언이라는 비난을 면치 못할 것이라고 지적했다. 사회당도 박근혜 한나라당 전 대표가 신공항 논란의 불씨를 키워 새만금의 비극을 영남에서 재현하려 하고 있다고 논평했다. 사회당 임세환 부대변인은 과학적, 경제적 타당성에 대한 검증도 없이 대통령 선거 국면에서 시작된 새만금 개발 논의는 결국 농지 개발, 공단 조성 등으로 대선 후보의 입맛에 맞게 표류하다가 대규모 환경 재앙으로 이어졌다며 동남권 신공항 논란의 시작도 새만금과 다를 바 없다고 강조했다. 그는 이어 경제적, 과학적 타당성에 대한 검증 없이 이명박 대통령 후보 시절 영남권 표 공략 방책으로 시작된 동남권 신공항 논란이니, 백지화로 결론 나는 것이 당연하다며 박근혜 전 대표의 동남권 신공항 계속 추진 발언은 오로지 정략적일 뿐이고 논란을 장기화하고 키워서 그 논란으로 표를 얻으려고 하는 새만금 정치 쇼의 재현일 뿐이고 그 결과 국민에게 돌아오는 것이 갈등의 지속과 환경 재앙일 뿐이라고 비난했다. 또한 대권 주자로 유력하게 부상되고 있는 김문수 경기도지사는 인천국제공항의 기능을 분할할 필요가 있느냐며 좁은 땅에 인천국제공항외 다른 공항을 또 지어야 하면서 분명히 동남권 신공항에 대한 반대 입장을 밝혔다. 유시민 국민참여당 대표도 정부의 동남권 신공항 백지화 노력은 평가할 만하다고 언급했다.
4월 28일 재보선이 실시되는 경남 김해에서도 신공항이 주요 이슈로 떠올랐다. 백지화로 인해 혼란을 부추긴 정종환 국토해양부 장관에 대한 경질요구도 잇따랐고 내각 사퇴 요구로도 이어졌다.
2011년 8월 한나라당은 동남권 신공항을 다시 추진하겠다는 입장을 공식적으로 밝혔다. 홍준표는 "현재 거의 사용하지 않고 있는 양양국제공항 등 지방 공항들이 많은데, 이를 폐쇄하고 산업단지로 용도 변경해 매각하면 신공항 건설비용의 상당 부분을 조달할 수 있다"라고 말했다.
최근 부산광역시 일각에서는 독자추진 주장이 상당히 많이 등장했는데 무소속 부산광역시장 후보였던 오거돈의 주장이 그것이다. 여기서 독자추진이 가능한 부산광역시와 정부의 결정과 국비에만 매달려야만 하는 대구광역시 및 경상북도의 처지가 확연하게 걸리게 되며, 최근에는 과거 밀양 쪽으로 기울어졌던 경상남도와 울산광역시의 여론도 각 후보지별로 5:5 혹은 4.7:5.3 등으로 상당히 팽팽해진 상태이다.

## 이명박 정부에 대한 비판

### 용역과 타당성 조사
정부는 그동안 수년간 두개 후보지를 두고 용역조사를 실시했다. 용역 이후로 백지화 논란이 가열됐고 지자체들은 조사용역 자체가 잘못되었다는 불만도 가세하고 있다. 국토해양위원회에서도 신공항에 대한 질의가 이어졌다. 국토해양부는 3월 30일 결과를 발표하겠다고 밝혔다. 국토해양부는 2009년 9월, 2009년 12월, 2010년 10월까지 결과 발표를 3차례나 미루어왔다. 이때문에 지역갈등을 더 키워왔다는 비판이 제기된다. 박문호 밀양 신공항 유치 범사회단체연합회 공동의장은 "정부에서 입지 선정을 자꾸 연기하면서 국민들을 싸움 붙인거나 똑같다고 생각한다"고 말했다.
다른 논란도 있다. 대구 동구 을 지역구인 한나라당 유승민 의원은 "발표를 3월 30일에 하는데 현지 실사를 부산광역시 가덕도는 24일, 밀양시 하남읍은 25일에 한다. 이제까지 수많은 세월을 놔두고 이제와서 발표 닷새 전에 현지 답사를 하는 정부가 어디있느냐"라며 절차적으로 문제가 있다고 지적했다. 정부는 공청회도 취소하고 선정 기준도 발표 일주일 전에 공개했다. 또한 정부가 선정 기준과 과정을 비공개로 했기 때문에 지역갈등이 더 깊어졌다는 것이다.

### 이명박의 대선 공약
밀양신공항 논의가 본격적으로 시작된것은 지난 2007년 대선부터이다. 이명박은 밀양신공항 건설을 대선 공약으로 내놓으면서 부터이다. 이명박은 부산광역시, 울산광역시,  경상남도 지역과, 대구광역시, 경상북도 지역에 각각 신공항 유치를 공약했다. 2011년 2월 20일 이명박은 청와대 출입기자들과 산행에서 신공항에 대한 입장을 밝히기도 했다. 이 때문에 이명박에 대한 책임론도 불거졌다. 대구광역시 동구 지역구인 유승민 의원은 "단순히 2007년 대선 당시 공약일 뿐만 아니라 취임하고 나서도 3년이 넘는 시간동안 계속 하겠다고 말해왔다. 3대 선도 프로젝트에 들어가있는데 대통령이 모르고 공약한 것이라 할 수 있느냐"며 목소리를 높였다.

## 방송
- MBC TV 《PD 수첩》 동남권 신공항 백지화 논란 2011년 4월 7일
- KBS 2TV 《추적 60분》 발표 1주일 전, '신공항 논란'의 쟁점은? 2011년 3월 23일

## 같이 보기
- 김해국제공항
- 대구경북신공항